# NormCore
NormCore（ノームコア）は、日本のロックバンド。所属レコード会社はBeing。所属事務所はビーイング。2017年メジャーデビュー。

## 来歴
メンバー全員が音楽大学出身のシンフォニックロックユニットで、ボーカルであるFümi(うみくん)のハイトーンボイス、Tatsuのヴァイオリン、Natsuのクラシックギターで構成されている。
2017年11月22日にテレビアニメ『EVIL OR LIVE』のオープニングテーマ「それでも僕は生きている」でメジャーデビュー。
2018年4月18日にテレビアニメ『一人之下 羅天大醮篇』のオープニングテーマ「傷だらけの僕ら」をリリース。
2018年8月29日にテレビアニメ『名探偵コナン』のオープニングテーマ「カウントダウン」をリリース。
2019年2月13日にテレビアニメ『デュエル・マスターズ！』のエンディングテーマ「CRY MAX!!」をリリース。

## メンバー
- Fümi - ボーカル
- Tatsu - ヴァイオリン
- Natsu - クラシックギター

## ディスコグラフィー

### シングル
|     | 発売日         | タイトル               | 規格品番                                                                                 | 備考              |
| --- | -------------- | ---------------------- | ---------------------------------------------------------------------------------------- | ----------------- |
| 1st | 2017年11月22日 | それでも僕は生きている | JBCZ-6071：通常盤 (CD) JBCZ-6070：初回限定盤 (CD+DVD)                                    | オリコン最高164位 |
| 2nd | 2018年4月18日  | 傷だらけの僕ら         | JBCZ-6082：通常盤 (CD) JBCZ-6080：初回限定盤 (CD+DVD)                                    | オリコン最高106位 |
| 3rd | 2018年8月29日  | カウントダウン         | JBCZ-6092：通常盤 (CD) JBCZ-6091：初回限定盤 (CD+DVD) JBCZ-6090：名探偵コナン盤 (CD+DVD) | オリコン最高31位  |
| 4th | 2019年2月13日  | CRY MAX!!              | JBCZ-6102：通常盤 (CD) JBCZ-6101：初回限定盤 (CD+DVD) JBCZ-6103：デュエル・マスターズ盤  | オリコン最高62位  |

## タイアップ
| 年     | 楽曲                   | タイアップ                                                 | 収録作品                               |
| ------ | ---------------------- | ---------------------------------------------------------- | -------------------------------------- |
| 2017年 | それでも僕は生きている | TOKYO MXアニメ『EVIL OR LIVE』のオープニング               | 1stシングル「それでも僕は生きている」  |
| 2018年 | 傷だらけの僕ら         | TOKYO MXアニメ『一人之下 羅天大醮篇』のオープニング        | 2ndシングル「傷だらけの僕ら」          |
| 2018年 | カウントダウン         | 読売テレビアニメ『名探偵コナン』のオープニング             | 3rdシングル「カウントダウン」          |
| 2019年 | CRY MAX!!              | テレビ東京アニメ『デュエル・マスターズ！』のエンディング   | 4thシングル「CRY MAX!!」               |
| 2019年 | ずっとかわらない場所   | テレビ神奈川音楽情報バラエティ『関内デビル』のエンディング | 4thシングル「CRY MAX!!」カップリング曲 |

## 主な出演

### イベント
- 超☆汐留パラダイス！ -2018 SUMMER-
- Fight! In お台場 - コナン君と共演
- 音霊 OTODAMA SEA STUDIO 2018
- 刈谷アニメcollectionスーパーライブ2018
- オリンピック2年前イベント～Tokyo2020 2 Years to Go!
- 第17回こうのす花火大会
- 野声季アニメコンサート(中国・杭州)
- 成都国際パンダ音楽祭(中国・成都)
- 次元聖典(中国・上海)
- 次世代ワールドホビーフェア(第49回:幕張メッセ、京セラドーム大阪)

### テレビ番組
- 『おはスタ』(テレビ東京)
- 『関内デビル』(テレビ神奈川)
- 『音楽缶』(テレビ神奈川)
- 『バズリズム02』(日本テレビ)
- 『NormCore × HAOLINERS』(TOKYO MX)
- 『MUSIC ON! TV』(スカパー!)
- 『ミュージック・ジャパンTV』(スカパー!)
- 『J-MELO』(NHK BSプレミアム)

### ラジオ番組
- 『NormCoreの日曜も夜ふかし〜コアラジ〜』（FM-FUJI）
- 『ファミラジ』（ファミリーマート全国店内放送）
- 『土屋礼央 レオなるど』（ニッポン放送）
- 『60TRY部』（ラジオ日本）
- 『劇団サンバカーニバル』（FM-FUJI）
- 『楽器楽園〜ガキパラ〜 for all music-lovers』（文化放送）